# España en los Juegos Europeos de Cracovia 2023
España participó en los Juegos Europeos de Cracovia 2023 con un equipo de 346 deportistas. Responsable del equipo nacional fue el Comité Olímpico Español.
Los portadores de la bandera en la ceremonia de apertura fueron el piragüista Carlos Arévalo López y la jugadora de balonmano playa Patricia Encinas.

## Medallistas
El equipo de España obtuvo las siguientes medallas:
| Nombre | Deporte               | Competición              |
| --- | --------------------- | ------------------------ |
| Oro |                       |                          |
| Mohamed Katir | Atletismo             | 1500 m M                 |
| Thierry Ndikumwenayo | Atletismo             | 5000 m M                 |
| Daniel Arce | Atletismo             | 3000 m obstáculos M      |
| Carolina Marín | Bádminton             | Individual F             |
| Equipo | Balonmano playa       | Torneo M                 |
| Equipo | Fútbol playa          | Torneo F                 |
| Damián Quintero Capdevila | Karate                | Kata M                   |
| Paola García Lozano | Karate                | Kata F                   |
| Mireia Hernández Dennis González Boneu | Natación sincronizada | Dúo libre mixto          |
| Cristina Arámbula Marina García Polo Meritxell Mas Alisa Ozhogina Paula Ramírez Ibáñez Sara Saldaña Iris Tió Blanca Toledano Berta Ferreras | Natación sincronizada | Equipo técnico           |
| Cristina Arámbula Berta Ferreras Marina García Polo Meritxell Mas Alisa Ozhogina Paula Ramírez Ibáñez Sara Saldaña Iris Tió Blanca Toledano | Natación sincronizada | Equipo libre             |
| Daniel Santigosa David Gala | Pádel                 | Dobles M                 |
| Noa Cánovas Daniel Santigosa | Pádel                 | Mixto                    |
| Carlos Arévalo López Rodrigo Germade Saúl Craviotto Marcus Cooper Walz                                                                      | Piragüismo            | K4 500 m M               |
| Pablo Graña Alonso Antía Jácome | Piragüismo            | C2 200 m mixto           |
| Pau Echaniz David Llorente Miquel Travé | Piragüismo en eslalon | K1 por equipos M         |
| Hugo Arillo Vázquez | Taekwondo             | –54 kg M                 |
| Adrián Vicente Yunta | Taekwondo             | –58 kg M                 |
| Javier Pérez Polo | Taekwondo             | –68 kg M                 |
| Adriana Cerezo Iglesias | Taekwondo             | –49 kg F                 |
| Miguel Alvariño Elia Canales | Tiro con arco         | Recurvo por equipo mixto |
| Plata |                       |                          |
| Equipo | Balonmano playa       | Torneo F                 |
| José Quiles | Boxeo                 | Pluma (57 kg) M          |
| Mohammed Hamdi | Kickboxing            | Full contact –86 kg M    |
| Emma García García Dennis González Boneu | Natación sincronizada | Dúo técnico mixto        |
| Alonso Rodríguez Pablo García | Pádel                 | Dobles M                 |
| Marta Barrera Marta Caparrós | Pádel                 | Dobles F                 |
| Laura Heredia | Pentatlón moderno     | Individual F             |
| Cayetano García Pablo Martínez Estévez | Piragüismo            | C2 500 m M               |
| María Corbera Muñoz | Piragüismo            | C1 500 m F               |
| Antía Jácome María Corbera Muñoz | Piragüismo            | C2 500 m F               |
| Miquel Travé | Piragüismo en eslalon | C1 individual M          |
| Alma Pérez Parrado | Taekwondo             | –53 kg F                 |
| Cecilia Castro Burgos | Taekwondo             | –67 kg F                 |
| Jesús Oviedo Berenguer Paula Grande Martínez                                                                                                | Tiro                  | Rifle 10 m mixto         |
| Miguel Alvariño | Tiro con arco         | Recurvo individual M     |
| Elia Canales | Tiro con arco         | Recurvo individual F     |
| Pablo Acha Miguel Alvariño Andrés Temiño | Tiro con arco         | Recurvo por equipos M    |
| Bronce |                       |                          |
| Enrique Llopis | Atletismo             | 110 m vallas M           |
| Carmen Marco Paula García Paula Sevilla Jaël Bestué                                                                                         | Atletismo             | 4 × 100 m F              |
| Equipo | Baloncesto 3×3        | Torneo F                 |
| Enmanuel Reyes Pla | Boxeo                 | Pesado (92 kg) M         |
| Laura Fuertes Fernández | Boxeo                 | Mosca (50 kg) F          |
| Manuel Bargues | Esgrima               | Espada individual M      |
| Equipo | Fútbol playa          | Torneo M                 |
| María Torres García | Karate                | Kumite +68 kg F          |
| Rubén Iglesias Fernández | Kickboxing            | Light contact –63 kg M   |
| Araceli María Martínez David Gala | Pádel                 | Mixto                    |
| Pablo Graña Alonso | Piragüismo            | C1 200 m M               |
| María Corbera Muñoz | Piragüismo            | C1 200 m F               |
| Equipo | Rugby 7               | Torneo M                 |
| Valeria Antolino Ana Carvajal | Saltos                | Plataforma 10 m sincro F |
| Valeria Antolino Rocío Velázquez Alberto Arévalo Carlos Camacho                                                                             | Saltos                | Equipo mixto             |
| Joan Jorquera Cala | Taekwondo             | –63 kg M                 |
| Daniel Quesada Barrera | Taekwondo             | –74 kg M                 |
| Raúl Martínez García | Taekwondo             | –87 kg M                 |
| Pablo Acha | Tiro con arco         | Recurvo individual M     |